# Міхал Ґноїнський
Міхал Ґноїнський (пол. Michał Warnia Gnoiński; 1806, Преорськ — 27 липня 1885, Львів) — галицький адвокат і політик, президент Львова (1880—1883), посол до Галицького сейму.

## Життєпис
Після закінчення правничих студій осів у Львові, де заснував власне адвокатське бюро. В 1848 р. під час Весни народів короткий час виконував обов'язки бурмістра Львова замість Еміля Жерара фон Фестенбурґа, який подав у відставку. В 1864—1881 рр. — президент Львівської палати адвокатів. У 1867—1869 рр. — посол до Галицького сейму II каденції від Золочівського округу.
У 1880 р. обраний президентом Львова. Був третім обраним президентом міста після реформи 1870 р., яка надала більше автономії міській владі. Запам'ятався організацією візиту до Львова цісаря Франца Йосифа I в 1880 р.
Почесний громадянин Львова (17 червня 1869). Міхал Ґноїнський заснував на території Личаківського цвинтаря цвинтар «Залізної компанії» — єдиний спеціально створений цвинтар для героїв Листопадового повстання.

## Родина
Брат Александер Ґноїнський (пом. 1887) — учасник Листопадового повстання (1830—1831) поляків, литовців та білорусів проти Російської імперії.